# Бурханов, Сулейман Фаттахович
Сулейман Фаттахович Бурханов (1942—1983) — советский балетмейстер в области детской хореографии, педагог. Среди его постановок — «Марш оловянных солдатиков» и «Красные дьяволята».

## Биография
Родился в 1942 году.
В 1961 году окончил национальное отделение исполнительского факультета Ленинградского хореографического училища им. А. Я. Вагановой, позже — балетмейстерский факультет ГИТИСа. Работал в Таджикском театре оперы и балета в 1961—1963 в качестве артиста, а в 1973—1976 гг. балетмейстером.
В 1969—1973 годах работал главным балетмейстером Якутского музыкального театра, где поставил балеты «Апассионата» (Л. Бетховен, 1970 год), «Орлы улетают на Север» (Г. Комраков, 1971 год), «Священный Ильмень» (Д. Салиман-Владимиров, 1972 год). В 1972 году сочинил для артистов балета Анатолия Ултургашева и Саргылана Саввина, участвовавших в I Всесоюзном конкурсе артистов и балетмейстеров в Москве, номера «Северная баллада» (в сопровождении хомуса) и «Охотник и олень».
С 1976 года Сулейман Фаттахович — балетмейстер Пермского хореографического училища, где поставил балет «Белый голубь» (Б. Тоцюк, 1968 год), получивший диплом I степени смотра хореографических училищ в Ленинграде и премию Пермского комсомола. В этом же году балет был показан на сцене Кремлёвского Дворца съездов в Москве.
В 1980—1983 годах Бурханов был художественным руководителем и балетмейстером детского хореографического ансамбля «Щелкунчик» Пермской областной филармонии, репертуар которого составляли и постановки Бурханова. Некоторые из участников ансамбля стали профессиональными артистами. Об этом ансамбле и его руководителе был снят цветной музыкальный фильм «Вместе весело шагать» (1983 год, Пермская студия телевидения, режиссёр О. Федорущенко).
Умер 3 марта 1983 года в Перми, где был похоронен.
В 2000 году был удостоен звания «Выдающийся деятель пермского балета XX столетия» в номинации «Хореограф».